# Daria Spiridonova
Pour les articles homonymes, voir Spiridonova.
Daria Spiridonova (en russe : Дарья Сергеевна Спиридонова, Daria Sergueïevna Spiridonova ; née le 8 juillet 1998 à  Novotcheboksarsk en Russie) est une gymnaste artistique russe.

## Palmarès

### Jeux olympiques
- Rio 2016
  -  médaille d'argent au concours général par équipes.

### Championnats du monde
- Stuttgart 2019
  -  médaille d'argent au concours général par équipes

- Doha 2018
  -  médaille d'argent au concours général par équipes.

- Glasgow 2015
  -  médaille d'or aux barres asymétriques.

- Nanning 2014
  -  médaille de bronze au concours général par équipes.
  -  médaille de bronze aux barres asymétriques.

### Championnats d'Europe
- Sofia 2014
  -  médaille de bronze au concours général par équipes.
  -  médaille de bronze aux barres asymétriques.

- Montpellier 2015
  -  médaille d'or aux barres asymétriques.
  - 13e au concours général individuel.

- Berne 2016
  -  médaille d'or au concours général par équipes.
  -  médaille d'argent aux barres asymétriques.